# Pohořelice (Brno-vidéki járás)
Pohořelice település Csehországban, a Brno-vidéki járásban. Pohořelice Cvrčovice, Šumice, Branišovice, Přibice, Vlasatice, Ivaň, Unkovice, Žabčice, Hrušovany u Brna, Odrovice, Pasohlávky és Medlov településekkel határos. Lakosainak száma 6071 fő (2024. január 1.).

## Népesség
A település lakosságának változását az alábbi diagram mutatja:
| Lakosok száma | 3553 | 4372 | 4658 | 3534 | 4554 | 4362 | 4890 | 5051 | 5312 | 6071 |
|               | 1869 | 1890 | 1921 | 1950 | 1980 | 2001 | 2017 | 2019 | 2022 | 2024 |